# The Unbreakable Boy
The Unbreakable Boy es una película estadounidense de 2025 biográfica y dramática de coming-of-age dirigida y escrita por Jon Gunn. Está basada en el libro The Unbreakable Boy: A Father's Fear, a Son's Courage, and a Story of Unconditional Love, escrito por Scott Michael LeRette y Susy Flory, que se basa en una historia real, y está protagonizada por Zachary Levi en el papel principal junto a Meghann Fahy, Jacob Laval, Drew Powell, Gavin Warren y Patricia Heaton.
Lionsgate anunció un largometraje basado en el libro en noviembre de 2020, con Gunn como escritor y director. El rodaje comenzó ese mismo mes en Oklahoma y finalizó en diciembre.
The Unbreakable Boy fue estrenada por Lionsgate en Estados Unidos el 21 de febrero de 2025.

## Sinopsis
Austin es un niño dentro del espectro autista que padece enfermedad de huesos de cristal. Su padre, Scott, siempre mantiene a Austin feliz.

## Reparto
- Zachary Levi como Scott LeRette, el padre de Austin.
- Jacob Laval como Austin LeRette, un niño en el espectro autista con enfermedad de huesos de cristal.
  - Roy Jackson Miller como Austin LeRette de 2 años
- Meghann Fahy como Teresa
- Peter Facinelli como el predicador Rick
- Drew Powell
- Gavin Warren como Logan LeRette
- Pilot Bunch como Tyler
- Patricia Heaton
- Amy Acker como Lori
- Sarah Dean como extra
- Todd Terry como Dick
- Kevin Downes como Lyle
- Mattie Ward y Justin Russell como miembros de  AA
- Bruce Davis como médico especialista en autismo
- Ashtyn Barlow Nguyen como animadora
- Lena Harmon como doctora
- Alexandra Swanbeck como enfermera

## Producción
The Unbreakable Boy fue anunciada el 13 de noviembre de 2020 por los hermanos Erwin. Cuatro días después, se anunció que Zachary Levi protagonizaría la película. Tres días después, se anunció que Jacob Laval, Meghann Fahy, Peter Facinelli, Drew Powell, Pilot Bunch y Patricia Heaton se habían unido al elenco.

### Rodaje
El rodaje comenzó en Oklahoma durante la pandemia de COVID-19 en noviembre de 2020 y finalizó a fines de 2020.

### Posproducción
El 29 de noviembre de 2021 se anunció que Pancho Burgos-Goizueta compondría la música de la película.

## Estreno
La película estaba inicialmente programada para estrenarse en los Estados Unidos el 18 de marzo de 2022, pero fue retirada del calendario de estrenos de Lionsgate ocho días antes de su estreno sin explicación ni nueva fecha de estreno. En enero de 2024, después de estar sin fecha durante más de dos años, la película recibió su fecha de estreno actual.

## Recepción
The Unbreakable Boy recibió reseñas generalmente mixtas de parte de la crítica y de la audiencia. En el sitio web agregador de reseñas Rotten Tomatoes, la película posee una aprobación de 45%, basada en 33 reseñas, con una calificación de 5.1/10, mientras que de parte de la audiencia tiene una aprobación de 85%, basada en más de 250 votos, con una calificación de 4.3/5.
El sitio web Metacritic le dio a la película una puntuación de 40 de 100, basada en 4 reseñas, indicando "reseñas mixtas o promedio". Las audiencias encuestadas por CinemaScore le otorgaron a la película una "A" en una escala de A+ a F, mientras que en el sitio IMDb los usuarios le asignaron una calificación de 5.7/10, sobre la base de más de 311 votos.